# Eduard Suter
Heinrich Eduard Suter (* 27. November 1820 in Wädenswil; † 8. Dezember 1891 in Pfäffikon), heimatberechtigt in Pfäffikon, war ein Schweizer Jurist und liberaler Politiker.

## Leben

### Familie
Eduard Suter war der Sohn des Arztes Jakob Suter und von dessen Ehefrau Susanna (geb. Blattmann) († 1883); er hatte noch zwei Schwestern. Kurz nach seiner Geburt siedelten seine Eltern nach Pfäffikon über.
Am 5. Mai 1851 heiratete er Barbara (* 14. Mai 1826 in Zürich; † 8. Dezember 1891), die Tochter des Baumeisters Hans Caspar Vögeli (1801–1878). Gemeinsam hatten sie einen Sohn, der jedoch kurz nach der Geburt verstarb, und zwei Töchter.
Er pflegte eine Freundschaft mit dem Maler Johann Caspar Bosshardt sowie mit dem Politiker Heinrich Grunholzer, den er seit seinem Studium in Berlin kannte.
Nach dem Tod seiner Mutter zog er 1883 anfangs nur im Sommer von Zürich in das Elternhaus nach Pfäffikon und siedelte 1887 ganz nach Pfäffikon über.

### Werdegang
Eduard Suter besuchte die neu gegründete Sekundarschule in Pfäffikon und hatte Unterricht bei Carl Kramer (1812–1895). 1837 trat er ins Gymnasium (Kantonsschule Rämibühl) in Zürich über.
Nachdem er sich 1840 zu einem Studium der Rechtswissenschaften an der Universität Zürich immatrikuliert hatte, setzte er das Studium im April 1842 an der Universität Göttingen und 1843 an der Universität Berlin fort. Am 6. Oktober 1843 promovierte er an der Universität Jena zum Doktor beider Rechte. Nach Beendigung des Studiums ging er nach Zürich und schrieb dort für verschiedene Schweizer Zeitungen. 
Er wurde 1847 als 3. Sekretär in den Zürcher Grossen Rat gewählt.
1848 wurde er Verhörrichter, bevor er von 1851 bis 1861 Oberrichter am Obergericht des Kantons Zürich war.
Nachdem er seine politischen Ämter verloren hatte, war er seit 1869 als Korrespondent verschiedener liberaler Zeitungen tätig, unter anderem die Basler Nachrichten, den Der Bund, die Neue Zürcher Nachrichten und die Winterthurer Zeitung, und schrieb politische Artikel und Aufsätze.
Von 1872 bis zu seinem Rücktritt 1889 war er Generalsekretär der Nordostbahndirektion.

### Politisches Wirken
Eduard Suter war von 1850 bis 1872 Mitglied im Grossen Rat beziehungsweise seit 1869 Zürcher Kantonsrat und vom 7. Dezember 1863 bis zum 1. Dezember 1872 Nationalrat. Hierbei gehörte er zur Gruppe um Alfred Escher.
Im Grossen Rat wurde er 1860 in die Aufsichtskommission für das Gymnasium gewählt.
Von 1861 bis 1869 leitete er im Zürcher Regierungsrat die Erziehungsdirektion (Bildungsministerium). In dieser Zeit führte er das neue Schulgesetz ein und setzte es auch durch. 1866 wurde er zum Präsidenten des Regierungsrats gewählt. Von 1868 bis 1869 war er Mitglied des Verfassungsrats, der die neue Kantonsverfassung von 1869 ausarbeitete. Nach deren Inkrafttreten wurde er 1869 als Regierungsrat allerdings nicht wiedergewählt.
Gleichzeitig mit der Wahl zum Regierungsrat wurde er auch in den Kirchenrat der Evangelisch-reformierten Landeskirche gewählt und leitete für einen längeren Zeitraum die Theologischen Konkordatsprüfungen.

### Mitgliedschaften
Eduard Suter war Mitglied in der Studentenverbindung Zofingia.

## Schriften (Auswahl)
- Der Weibermörder Johannes Meidel. Zürich und Frauenfeld, 1853 (Digitalisat).
- Die Verschönerung und Vergrösserung der Städte. 1886.
- Caspar Bosshardt. In: Neujahrsblatt der Künstlergesellschaft in Zürich, Nr. 48. 1888 (Digitalisat).
- Zur Erinnerung an Präsident Heinrich Studer (1815-1890). Zürich, 1890 (Digitalisat).